# 里日基 (科羅普區)
51°27′22″N 32°45′51″E / 51.45611°N 32.76417°E
里日基（烏克蘭語：Рижки）是位於烏克蘭北部切爾尼希夫州裏諾夫霍羅德-錫韋爾斯基區的村莊，始建於1600年，面積2.69平方公里，海拔高度120米，2001年人口406，人口密度每平方公里150.9人。